# Liste der Mitglieder der Zentralen der KPD

Logo der Kommunistischen Partei Deutschlands (um 1920)

Diese Liste gibt eine alphabetisch geordnete Übersicht über die Mitglieder der auf den Parteitagen (1918–1924) gewählten Zentralen der  Kommunistischen Partei Deutschlands (KPD). Erst auf dem X. Parteitag der KPD im Juli 1925 in Berlin wurde als Leitungsorgan anstelle der Zentrale ein Zentralkomitee gewählt (→ Liste der Mitglieder der Zentralkomitees der KPD).

## I. Parteitag (1918/1919)
Der Gründungsparteitag in Berlin (31. Dezember 1918 – 1. Januar 1919) wählte eine Zentrale aus zwölf Personen:
- Hermann Duncker
- Käte Duncker
- Hugo Eberlein
- Paul Frölich
- Leo Jogiches
- Paul Lange
- Paul Levi
- Karl Liebknecht
- Rosa Luxemburg
- Ernst Meyer
- Wilhelm Pieck
- August Thalheimer

## II. Parteitag (1919)
Auf dem II. Parteitag in Heidelberg (20. – 24. Oktober 1919) wurde eine Zentrale aus sieben Personen gewählt:
- Heinrich Brandler
- Hugo Eberlein
- Paul Frölich
- Paul Levi
- Ernst Meyer
- August Thalheimer
- Clara Zetkin

## III. Parteitag (Februar 1920)
Der (illegal tagende) III. Parteitag in Karlsruhe (25. – 26. Februar 1920) wählte eine Zentrale aus sieben Mitgliedern und sieben Stellvertretern:
Mitglieder: 
- Heinrich Brandler
- Hugo Eberlein
- Paul Frölich
- Ernst Meyer
- Wilhelm Pieck
- August Thalheimer
- Clara Zetkin

Stellvertreter (Kandidaten): 
- Ernst Friesland (Deckname von Ernst Reuter)
- Arthur Hammer
- Fritz Heckert
- Joseph Koering
- Paul Lange
- Fritz Schnellbacher
- Jacob Walcher

## IV. Parteitag (April 1920)
Der (illegal tagende) IV. Parteitag in Berlin (14. – 15. April 1920) wählte eine Zentrale aus sieben Mitgliedern und sieben Ersatzleuten:
Mitglieder: 
- Heinrich Brandler
- Hugo Eberlein
- Paul Levi
- Ernst Meyer
- Wilhelm Pieck
- August Thalheimer
- Clara Zetkin

Ersatzleute (Kandidaten): 
- Ernst Friesland (Deckname von Ernst Reuter)
- Paul Frölich
- Fritz Heckert
- Paul Lange
- Fritz Schnellbacher
- Jacob Walcher
- Rosi Wolfstein

## V. Parteitag (November 1920)
Die Delegierten des in Berlin tagenden V. Parteitages (1. – 3. November 1920) bestätigten die bisherige Zentrale.

## VI. Parteitag (Dezember 1920)
Der VI. Parteitag (4. – 7. Dezember 1920 in Berlin) war der Vereinigungsparteitag von KPD und linker USPD. Die Delegierten wählten einen Vorstand aus zwei Vorsitzenden, sieben Sekretären und fünf Beisitzern.
Vorsitzende: 
Paul Levi (KPD) und Ernst Däumig (ehem. USPD) 
Sekretäre: 
- Heinrich Brandler
- Otto Brass
- Wilhelm Koenen
- Wilhelm Pieck
- Hermann Remmele
- Walter Stoecker
- Clara Zetkin

Beisitzer: 
- Otto Gäbel
- Kurt Geyer
- Fritz Heckert
- Adolph Hoffmann
- August Thalheimer

## VII. Parteitag (1921)
Der vom 22. bis zum 26. August 1921 in Jena tagende VII. Parteitag wählte eine Zentrale aus 14 Mitgliedern:
- Paul Böttcher
- Bertha Braunthal
- Hugo Eberlein
- Ernst Friesland (Deckname von Ernst Reuter)
- Fritz Heckert
- Edwin Hoernle
- Ernst Meyer
- Wilhelm Pieck
- Hermann Remmele
- Felix Schmidt
- August Thalheimer
- Jacob Walcher
- Rosi Wolfstein
- Clara Zetkin

## VIII. Parteitag (1923)
Die Delegierten des in Leipzig tagenden VIII. Parteitages (28. Januar – 1. Februar 1923) wählen eine Zentrale aus 21 Mitgliedern:
- Karl Becker
- Paul Böttcher
- Heinrich Brandler
- Hugo Eberlein
- Arthur Ewert
- Paul Frölich
- Fritz Heckert
- Edwin Hoernle
- August Kleine
- Wilhelm Koenen
- Rudolf Lindau
- Hans Pfeiffer
- Wilhelm Pieck
- Hermann Remmele
- Felix Schmidt
- Georg Schumann
- Walter Stoecker
- August Thalheimer
- Walter Ulbricht
- Jacob Walcher
- Clara Zetkin

Auf einer Tagung des Zentralausschusses werden am 17. Mai 1923 vier weitere Mitglieder in die Zentrale kooptiert: 
- Ruth Fischer
- Ottomar Geschke
- Arthur König
- Ernst Thälmann

## IX. Parteitag (1924)
Auf dem IX. Parteitag in Frankfurt am Main (7. – 10. April 1924) wurde eine Zentrale aus 15 Mitgliedern gewählt:
- Hugo Eberlein
- Ruth Fischer
- Wilhelm Florin
- Ottomar Geschke
- Fritz Heckert
- Iwan Katz
- Arthur König
- Arkadi Maslow
- Wilhelm Pieck
- Hermann Remmele
- Arthur Rosenberg
- Ernst Schneller
- Werner Scholem
- Max Schütz
- Ernst Thälmann